# Матеус Штефанелло
Матеус Міддінг Штефанелло або просто Матеус Штефанелло (порт.-браз. Mateus Midding Stefanello, нар. 4 липня 1990, Німеччина) — бразильський футболіст, Захисник. Має також німецьке громадянство.

## Життєпис
Розпочав кар'єру гравця в клубі «Софран Вапор». Потім виступав у бразильських клубах «Боа Вішта», «Бом Сусессу», «Ботафого» (молодіжна команда) та «Сампайо Корреа». У 2010 році переїхав до Європи, де захищав кольори іспанського клубу «Ібіца». У березні 2011 року на правах вільного агента підписав контракт із запорізьким «Металургом», кольори якого захищав до завершення 2012 року.